# Ochalí (Yarumal)
Ochalí es un centro poblado del municipio colombiano de Yarumal (Antioquia). El centro poblado dista 41 kilómetros de la cabecera municipal, (3 horas en bus escalera). ubicado en el occidente del municipio, su principal actividad económica es el cultivo de café.

## Historia
Fundado con el nombre de “Sepulturas” en 1.872, año en el cual llegaron a colonizar los señores José María Misas, Antonio Cortés y Meregildo Jaramillo. Se reconoció como centro poblado por acuerdo 11 del 12 de noviembre de 1895, y exactamente 13 meses más tarde fue eliminado como tal por el gobernador Bonifacio Vélez.
Por acuerdo 26 del 25 de diciembre de 1903 la Corporación Municipal lo erigió nuevamente en centro poblado, pero cambió el nombre de Sepulturas por el de Ochalí, en memoria del cacique Chalí y su grupo de indígenas, quienes durante la época de la conquista estuvieron presentes en los acontecimientos del valle de la matanza, en las que trabaron conflictos contra Andrés de Valdivia y Francisco Maldonado.

## Geografía
El territorio que el gobierno de Yarumal administra desde la centralidad de Ochalí, limita al norte con el municipio de Briceño y las veredas administradas desde los centros poblados El Llano y La Loma, al oriente con las veredas administradas directamente por la cabecera municipal, al sur con las veredas administradas desde el centro poblado Llanos de Cuivá y al occidente con el municipio de San Andrés de Cuerquia.

### Hidrografía
Está regado por varias quebradas, entre ellas: La Lejía, El Tablado, Chorros Blancos, San Mateo.

## Sitios de interés
El paisaje geográfico ofrece algunos sitios de interés entre los que se pueden mencionar las quebradas de Chorros Blancos, La Lejía, los charcos de la Vega y el Jacinto.
A nivel religioso: encontramos el Santuario de la Virgen de las Misericordias, construido desde 1914; los restos del Padre Víctor Agudelo quien fue por varios años Párroco de la Comunidad, estos reposan en una bóveda de la Parroquia. El templete de la sagrada familia de Nazareth situado a 1.5 kilómetros de la entrada al centro poblado.

## Infraestructura
El centro poblado lo podemos describir así:
Está constituido por una calle larga y a lado y lado se encuentran las viviendas; en su gran mayoría, construidas con paredes de tapias de bahareque con tierra apisonada; techos de zinc también en su mayoría, seguidamente en cantidad por techos de tejas y una mínima cantidad presenta techos de eternit. Los pisos de estas viviendas son construidos en su gran mayoría por concreto pulido y otros solo presentan pisos de  tierra. La mayoría son viviendas unifamiliares que constan de sala, alcobas y cocina; presentan además conexión de servicios sanitarios al alcantarillado.